# HD 1075
HD 1075，又名BD+30 26，SAO 53755、HR 52，是一颗恒星，视星等为6.45，位于銀經113.93，銀緯-30.7，其B1900.0坐标为赤經0h 9m 54.9s，赤緯+30° -30.7′ 48″。